# Cratere Schuster
Schuster è un grande  cratere lunare di 100,08 km situato nella  parte nord-occidentale della faccia nascosta della Luna.